# Hohenbergia distans
Hohenbergia distans là một loài thực vật có hoa trong họ Bromeliaceae. Loài này được (Griseb.) Baker mô tả khoa học đầu tiên năm 1871.